# コーブルク州立財団
コーブルク州立財団 (ドイツ語: Coburger Landesstiftung) は、コーブルクに拠点を置く公益財団で、設立法に基づいて設置されている。コーブルク地方の芸術と文化の継承・維持・発展を目的とする。 

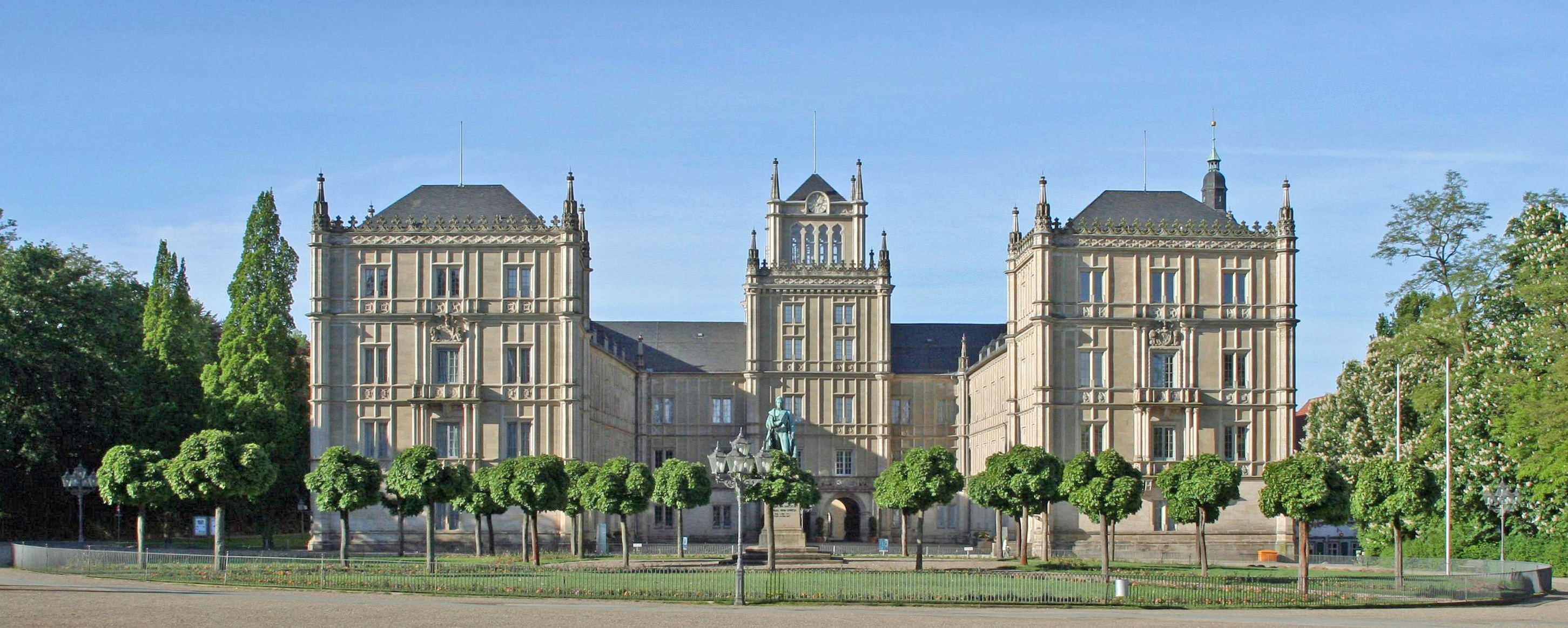
州立財団の本部があるエーレンブルグ城

## 歴史
コーブルク州立財団は、1919年8月9日に制定された「旧領資産の使用と州立財団の設立に関する法律 (Gesetz über die Verwendung des bisherigen Domänenguts und über die Errichtung einer Landesstiftung)」に基づいて、ザクセン＝コーブルク公国の文化資産の適切な維持管理を目的として設立された。 
州立財団は、1919年6月7月にコーブルク自由州とザクセン＝コーブルク公カール・エドゥアルトとの間で合意された退位に伴う補償契約に基づいて自由州に引き渡された文物、具体的にはコーブルク要塞に所蔵された美術品やホーフガルテン博物館 (現在のコーブルク自然史博物館) の所蔵品、公の居城であったエーレンブルク城の調度品、さらにはザクセン＝コーブルク公家の私設図書館および国立図書館 (後に州立図書館となった) の蔵書、州立公文書館に収められた公文書およびザクセン＝コーブルク公家の私文書を維持管理した。 
自由州に引き渡された建築物も、これらの文物の展示や維持管理の実務の場として州立財団に引き渡された。運営資金は、州有財産となったザクセン＝コーブルク公の領地の森林および地所などからの純収入の半分を基金に繰り入れ、ここから提供されるようになっていた。1920年6月30日にはコーブルク自由州と州立財団の間で追加契約が結ばれ、ローゼナウ城も州立財団に移管された。 

## バイエルン自由州との合邦
1920年7月1日にコーブルク自由州はバイエルン自由州と合邦してその一部となったため、不動産はバイエルン自由州の州有財産となり、固定資産税が課されるようになった。州立財団はコーブルク要塞やローゼナウ城のヨーロッパ近代ガラス美術館で美術品の一般公開を行った。また、自然史コレクションはコーブルク自然史博物館で展示された。城郭や庭園などの管理については、1941年からバイエルン自由州政府の「バイエルン州城郭・庭園・湖沼管理局 (Bayerischen Verwaltung der staatlichen Schlösser, Gärten und Seen)」の一部局として担当しており、1999年からは「コーブルク城郭・庭園管理部 (Schloss- und Gartenverwaltung Coburg)」という名称でエーレンブルク城とローゼナウ城を管轄している。ザクセン＝コーブルク公から引き継いだ文物の一切は州立財団の所有となっていたが、1937年には州立公文書館の管理がコーブルク州立公文書管理局に移管された。また、1973年に州立図書館の管理はバイエルン自由州の直轄となった。1972年にはローゼナウ城をバイエルン自由州に売却した一方、1954年にはザクセン＝コーブルク公私設図書館から50,000冊の蔵書を引き取った。 
運営基金は森林や地所からの収入が元であったため安定せず、1932年には州政府からの定額補助に切り換えられた。2005年にはバイエルン自由州から約270万ユーロの予算が配分された。 